# Drinking in L.A.
Drinking in L.A. est une chanson iconique du groupe Bran Van 3000. Elle est interprétée par la chanteuse québécoise Stéphane Moraille,,,,.
La chanson a été présentée dans des publicités télévisées pour la bière Rolling Rock au Royaume-Uni, ce qui a contribué à son succès dans cette région, culminant à la troisième place du UK Singles Chart en août 1999. Elle a également atteint le palmarès des 10 chansons les plus populaires en Islande, Italie, Norvège et Suède, ainsi que le numéro 35 dans leur pays d'origine Canada .
D'après la chanteuse Stéphane Moraille, le label musical du groupe a d'abord classé la chanson comme étant « urbaine » principalement en raison de la couleur de peau noire de la chanteuse et il a ensuite pris la décision d'affaires de réenregistrer la chanson avec un interprète ayant une voix à consonance plus blanche, ce qui a mené à son exclusion du groupe.